# 罗伯特·J·沃克
罗伯特·约翰·沃克（Robert John Walker，1801年7月23日—1869年11月11日），美国政治家，美国民主党人，曾任美国参议院议员（1835年—1845年）和美国财政部长（1845年—1849年）。